# Notolabrus celidotus
Notolabrus celidotus là một loài cá biển thuộc chi Notolabrus trong họ Cá bàng chài. Loài này được mô tả lần đầu tiên vào năm 1801.

## Từ nguyên
Từ định danh của loài cá này được ghép bởi hai âm tiết trong tiếng Hy Lạp, kelidos: "vệt đốm" và otos: "lỗ tai", hàm ý đề cập đến vệt đốm đen nổi bật trên cơ thể của chúng.

## Phạm vi phân bố và môi trường sống
N. celidotus có phạm vi phân bố ở Tây Nam Thái Bình Dương. Đây là một loài đặc hữu của New Zealand, nhưng không được ghi nhận tại các quần đảo Snares, quần đảo Auckland và quần đảo Three Kings.
N. celidotus sống gần các rạn đá ngầm, chủ yếu xuất hiện ở những vùng nước nông (gần cửa sông) nhưng đã được ghi nhận ở độ sâu đến 145 m.

## Mô tả
N. celidotus có chiều dài cơ thể tối đa được ghi nhận là 24 cm. N. celidotus là loài lưỡng tính tiền nữ; cá cái chuyển đổi giới tính thành cá đực khi đạt đến chiều dài khoảng 15–17 cm.
Cá cái có màu xanh lục xám hoặc xám nhạt. Nửa trên của cơ thể có màu hơi xám, vùng họng và bụng trắng hơn hoặc có màu vàng nhạt (đôi khi phớt đỏ). Một đốm đen lớn ở hai bên thân. Cá con (dưới 10 cm) thường có các dải sọc ngang màu xám nhạt trên cơ thể. Vây lưng hơi xám, lấm chấm đen. Vây hậu môn màu vàng cam với hai đốm đen rõ rệt. Vây đuôi và vây ngực trong suốt hoặc trong mờ phớt vàng. Vây bụng màu vàng cam nhạt.
Cá đực có kiểu màu tương tự cá cái, nhưng nửa thân dưới có màu đỏ cam; vảy có các vệt màu xanh lam. Đầu và mang có hai sọc màu xanh óng. Vây lưng và vây hậu môn vàng nhạt với sọc màu nâu cam nhạt. Vây đuôi và vây bụng vàng nhạt. Vây ngực trong suốt.
Số gai ở vây lưng: 9; Số tia vây ở vây lưng: 11; Số gai ở vây hậu môn: 3; Số tia vây ở vây hậu môn: 10; Số tia vây ở vây ngực: 11–12; Số gai ở vây bụng: 1; Số tia vây ở vây bụng: 5.

## Sinh thái
Thức ăn của N. celidotus là các loài thủy sinh không xương sống, chủ yếu là các loài nhuyễn thể hai mảnh vỏ, cua thuộc họ Grapsidae và cua ẩn sĩ. Chúng sử dụng răng cửa nhô về phía trước để cào lấy thức ăn.
Loài này thuần thục sinh dục khi đạt chiều dài khoảng 10 cm. Mùa sinh sản N. celidotus diễn ra từ khoảng cuối tháng 7 cho đến hết tháng 10. Những cá thể lai giữa N. celidotus và Notolabrus fucicola đã được phát hiện trong phạm vi của chúng.

### Trích dẫn
- B. C. Russell (1988). "Revision of the labrid fish genus Pseudolabrus and allied genera" (PDF). Records of the Australian Museum. Quyển 9. tr. 1–72.